# Episodi di Damon Runyon Theater (prima stagione)
La prima stagione della serie televisiva Damon Runyon Theater è andata in onda negli Stati Uniti dal 16 aprile 1955 al 27 agosto 1955 sulla CBS.
| nº | Titolo originale        | Prima TV USA   |
| -- | ----------------------- | -------------- |
| 1  | Pick the Winner         | 16 aprile 1955 |
| 2  | Dancing Dan's Christmas | 23 aprile 1955 |
| 3  | All Is Not Gold         | 30 aprile 1955 |
| 4  | The Lacework Kid        | 7 maggio 1955  |
| 5  | Numbers and Figures     | 14 maggio 1955 |
| 6  | Tobias the Terrible     | 21 maggio 1955 |
| 7  | Old Em's Kentucky Home  | 28 maggio 1955 |
| 8  | Lonely Heart            | 4 giugno 1955  |
| 9  | It Comes Up Money       | 11 giugno 1955 |
| 10 | The Big Umbrella        | 18 giugno 1955 |
| 11 | Big Shoulders           | 25 giugno 1955 |
| 12 | Teacher's Pet           | 2 luglio 1955  |
| 13 | The Mink Doll           | 9 luglio 1955  |
| 14 | Bunny on the Beach      | 16 luglio 1955 |
| 15 | The Big Fix             | 23 luglio 1955 |
| 16 | A Light in France       | 30 luglio 1955 |
| 17 | A Nice Price            | 6 agosto 1955  |
| 18 | Small Town Caper        | 13 agosto 1955 |
| 19 | There's No Forever      | 20 agosto 1955 |
| 20 | Earthquake Morgan       | 27 agosto 1955 |

## Pick the Winner
- Prima televisiva: 16 aprile 1955

### Trama
- Guest star: Bruce Bennett (professore Woodhead), Vivian Blaine (Cutie Singleton), Diane DeLaire (Mme. Sylvia), Bob Strauss (Lucky Farrar), Gene White

## Dancing Dan's Christmas
- Prima televisiva: 23 aprile 1955

### Trama
- Guest star: Murray Alper (Arne), Broderick Crawford (Heine Schmitz), Paul Dubov (Sam), Marilyn Erskine (Judy O'Neill), Robert Knapp (Dancing Dan McGann), Mary Young (nonna)

## All Is Not Gold
- Prima televisiva: 30 aprile 1955

### Trama
- Guest star: Scott Brady, Nancy Gates

## The Lacework Kid
- Prima televisiva: 7 maggio 1955

### Trama
- Guest star: John Banner (sergente Heinz), John Beradino (sergente Brady), Steve Brodie (The Lacework Kid), Gladys Holland, Paul Langton (Barney Reardon)

## Numbers and Figures
- Prima televisiva: 14 maggio 1955

### Trama
- Guest star: Paul Douglas ('Numbers' Dorson), George Givot ('Bonus' Morgan), Allen Jenkins (Little Alfie), Wally Vernon (Joey Perhaps), June Vincent (Cynthia Lawrence)

## Tobias the Terrible
- Prima televisiva: 21 maggio 1955

### Trama
- Guest star: Joe Devlin (Happy), Wallace Ford (tenente Harrigan), Beverly Garland (Deborah Weems), Larry Kent (Angie), Carl Milletaire (Detroit Louis), Gil Stratton (Tobias Tweeny)

## Old Em's Kentucky Home
- Prima televisiva: 28 maggio 1955

### Trama
- Guest star: Fay Baker (Adele Salisbury), Raymond Greenleaf (colonnello Salisbury), Eve McVeagh, Edmond O'Brien (Duke Martin), Alan Reed (Blackstone Fogarty), Gale Robbins (Marvel Delaney), Phil Tead

## Lonely Heart
- Prima televisiva: 4 giugno 1955

### Trama
- Guest star: Steven Geray, Ann Harding, Allen Jenkins

## It Comes Up Money
- Prima televisiva: 11 giugno 1955

### Trama
- Guest star: Frances Bavier (Abigail), Tom Daly, Jack Kruschen, Jackie Loughery (Pat), Thomas Mitchell (Sylvester), Wally Vernon (Joey Perhaps)

## The Big Umbrella
- Prima televisiva: 18 giugno 1955

### Trama
- Guest star: Adelle August (Margie), Vince Barnett, James Gleason (Spider McCoy), Rick Jason (The King of Vastillia), Murvyn Vye (Boris)

## Big Shoulders
- Prima televisiva: 25 giugno 1955

### Trama
- Guest star: Edward Brophy, Mona Freeman, Guy Williams

## Teacher's Pet
- Prima televisiva: 2 luglio 1955

### Trama
- Guest star: Gene Evans (Tony Rose), Adele Jergens (Bo-Peep), Fay Bainter (Emily Grundy), John Hart (dottor Robert Steele), Sid Melton (Gloomy Bates), Joe Downing (Soapy Dixon), Clegg Hoyt (Bunions O'Leary), Paul Keast (Paul Clayton)

## The Mink Doll
- Prima televisiva: 9 luglio 1955

### Trama
- Guest star: Joe Besser (Frankie Farrell), Willis Bouchey, Dorothy Lamour (Sally Bracken), Wayne Morris (Harry Bracken)

## Bunny on the Beach
- Prima televisiva: 16 luglio 1955

### Trama
- Guest star: Douglas Fowley, William Frawley, Sara Haden, Elisabeth Risdon, Ben Welden

## The Big Fix
- Prima televisiva: 23 luglio 1955

### Trama
- Guest star: Michael O'Shea (Bookie Bob Harris), Sidney Blackmer (Wilson 'Big Bill' Randall), Jana Mason (Alice Benton), Chris Alcaide (Ziggy Malone), Ralph Peters (Pete Thompson), Larry J. Blake (Mickey Stone), William Bryant (Steve Randall)

## A Light in France
- Prima televisiva: 30 luglio 1955

### Trama
- Guest star: Ramsay Hill, Edward Everett Horton (Thaddeus), Glase Lohman, Lita Milan (Marie), Hugh O'Brian (Packy), Maxie Rosenbloom (Benny Toledo), Otto Waldis (Herr Klauber)

## A Nice Price
- Prima televisiva: 6 agosto 1955

### Trama
- Guest star: James Craven, James Dunn (Dan), George Graham (Max), Kathryn Grant (Clarice), Jack Kruschen (Brogan), Wally Vernon (Joey Perhaps)

## Small Town Caper
- Prima televisiva: 13 agosto 1955

### Trama
- Guest star: Charles Cantor, Dick Foran, Irene Hervey

## There's No Forever
- Prima televisiva: 20 agosto 1955

### Trama
- Guest star: Sharon Baird (Suzy), Joe Downing (Dugan), John Ireland (Chopper Keeley), Frank Richards (Frankie), Fay Wray (Grace)

## Earthquake Morgan
- Prima televisiva: 27 agosto 1955

### Trama
- Guest star: Buddy Baer (Morgan), John Beradino (sergente Brady), Sid Melton (Gloomy), Alex Nicol (tenente John O'Toole), Sheila Ryan (Chloe)